# 久里浜郵便局
久里浜郵便局（くりはまゆうびんきょく）は神奈川県横須賀市にある郵便局。民営化前の分類では集配普通郵便局であった。

## 概要
住所：〒239-8799 神奈川県横須賀市久里浜5-10-1

### 分室
分室はなし。過去に存在した分室は以下のとおり。
- 自衛隊内分室 - 予備隊内分室として1951年（昭和26年）に設置。1966年（昭和41年）に廃止。

## 沿革
- 1872年（明治4年 旧12月） - 浦賀郵便取扱所として開設[1]。
- 1873年（明治6年） - 浦賀郵便役所となる。
- 1875年（明治8年）1月1日 - 浦賀郵便局（三等）となる。翌日より為替取扱を開始。
- 1879年（明治12年） - 貯金取扱を開始。
- 1945年（昭和20年）6月6日 - 横須賀市谷戸から同市内川新田に移転、久里浜郵便局に改称[2]。
- 1951年（昭和26年）7月1日 - 横須賀市内川新田に予備隊内分室を設置[3]。
- 1952年（昭和27年）11月1日 - 予備隊内分室を保安隊内分室に改称。
- 1954年（昭和29年）7月16日 - 保安隊内分室を自衛隊内分室に改称。
- 1954年（昭和29年）10月10日 - 電報受付および電話通話事務の取扱を開始。
- 1959年（昭和34年）9月16日 - 自衛隊内分室において、電話通話および和文電報受付事務の取扱を開始。
- 1966年（昭和41年）10月1日 - 自衛隊内分室を廃止。
- 1983年（昭和58年）3月 - 局舎新築。
- 1999年（平成11年） - 外国通貨の両替および旅行小切手の売買に関する業務取扱を開始。
- 2007年（平成19年）10月1日 - 民営化に伴い、併設された郵便事業久里浜支店に一部業務を移管。
- 2012年（平成24年）10月1日 - 日本郵便株式会社発足に伴い、郵便事業久里浜支店を久里浜郵便局に統合。

## 取扱内容
- 郵便、印紙、ゆうパック、内容証明
- 貯金、為替、振替、振込、国際送金、外貨両替・トラベラーズチェック、国債、投資信託
- 生命保険、バイク自賠責保険、自動車保険、変額年金保険
- ゆうちょ銀行ATM
- 「239-08xx」区域（横須賀市の一部）の集配業務
- ゆうゆう窓口

## 周辺
- 横須賀市立横須賀総合高等学校
- 陸上自衛隊久里浜駐屯地
- イオン横須賀久里浜ショッピングセンター
- 平作川
- 久里浜商店街

## アクセス
- 京急久里浜線 京急久里浜駅から徒歩約5分、もしくはJR横須賀線 久里浜駅から徒歩約9分
- 京浜急行バス 夫婦橋停留所、もしくは自動車学校前停留所下車
- 横浜横須賀道路 佐原ICから南東へ約3km
- 国道134号沿い
- 駐車場あり：10台